# Conservadorismo LGBT
O conservadorismo LGBT se refere a um movimento sócio-político que abraça e promove a ideologia do conservadorismo dentro de um contexto LGBT (lésbicas, gays, bissexuais, transgêneros). Os conservadores gays podem igualmente se referir a pessoas lésbicas ou gays com opiniões conservadoras.
Embora o número de pessoas LGBTs agregadas ao movimento conservador não tenha sido muito elevado ao longo da história, o número de pessoas abertamente LGBTs que defendem políticas conservadoras tornou-se cada vez mais evidente desde o advento do moderno movimento pelos direitos civis dos LGBT nos anos 1970, quando muito mais conservadores do que LGBTs permaneceram fechados em muitos países, levando muitos conservadores sociais a uma oposição mais organizada aos esforços dos direitos civis dos LGBTs. A situação e a ideologia dos conservadores LGBTs varia de acordo com o país, o clima social e político dos direitos LGBTs.

## Brasil
No Brasil, uma das grandes obras da Literatura LGBT foi escrita justamente por um conservador homossexual, o poeta Bruno Tolentino. Em "A imitação do amanhecer", o poeta, reúne 539 sonetos alexandrinos escritos entre 1979 e 1994. Pela obra, Tolentino foi indicado entre os finalistas ao 49º Prêmio Jabuti. Tolentino fazia por meio de poesia uma crítica às pretensões modernas de compreensão total e racional do mundo.
Em outubro de 2006, o homossexual Clodovil Hernandes elegeu-se deputado federal com a terceira maior votação no estado de São Paulo, amparado pelo bordão "Brasília nunca mais será a mesma". Conservador, o Deputado propôs um projeto de lei a favor do contrato civil de união homoafetiva, mas se opunha à Parada do Orgulho LGBT, sendo, por isso, criticado pelo deputado Jean Wyllys, do PSOL.
No Ceará, o Movimento Endireita Fortaleza busca resgatar o conservadorismo em Clodovil, através da preservação da memória e ações concretas. O projeto se chama "Clodovil Presente" e tem como embaixador cultural Elias Soares.

## Estados Unidos
A primeira organização política conservadora gay, a Log Cabin Republicans, foi fundada em 1977 para representar a minoria de republicanos que se opuseram à Iniciativa Briggs. Desde então, mantendo a lealdade para com a maioria da plataforma do Partido Republicano em relação à economia e à defesa, os LCR foram amplamente se divergindo da ala socialmente conservadora do partido, devido à hostilidade desta para os direitos civis LGBTs.
Apesar de tal divergência, o movimento conservador LGBT tem sido ridicularizado pelas alas decididamente liberais ou progressistas devido a sua associação com o Partido Republicano, uma vez neste partido há a predominância de conservadores sociais.  Os principais membros do movimento, durante ou após os seus mandatos políticos ou em outros cargos políticos de influência, têm sido duramente criticados por terem apoiado iniciativas antiLGBT antes de se assumirem; em sua defesa, muitos desses indivíduos admitem uma inicial desonestidade ou confusão em relação as suas próprias orientações sexuais ou identidades de gênero, muitas vezes referindo-se a educação recebida em casa e a potencial represália de colegas como as duas razões mais proeminentes para não resolver a sua própria sexualidade.

## Reino Unido
O primeiro grupo LGBT conservador foi nomeado de CGHE (Conservative Group for Homosexual Equality - Grupo Conservador pela Igualdade Homossexual). Foi fundado em 1975 pelo professor Peter Campbell da Universidade de Reading.  Esse grupo foi reconstituído na conferência do Partido Conservador em 1991 e foi renomeado TORCHE (Tory Campaign for Homosexual Equality - Campanha Tory pela  Igualdade Homossexual), sob a presidência do Dr. David Starkey. Este grupo ficou na ativa até o ano de 2003. Alguns anos mais tarde foi fundado o LGBTory. O LGBTory tem uma participação activa organizada, muitas vezes usando o Facebook e páginas de seus grupos e frequentemente participa de eventos como o Orgulho gay em todo o Reino Unido, incluindo a Pride London, a Pride Scotia, a Leeds Pride, a Manchester Pride, a Doncaster Pride e a Brighton Pride.
O LGBTory realizou campanhas em diversos lugares para a eleição geral de 6 de Maio de 2010, uma vez que já existem pelo menos doze homossexuais declaradamente conservadores no Parlamento do Reino Unido, incluindo Margot James, a segunda abertamente lésbica no parlamento.
O grupo trabalha para promover a Igualdade dos LGBTs dentro do Partido Conservador e, por extensão, em todo o Reino Unido, participando ativamente de campanhas contra a proibição da doação de sangue de homossexualidade e pela igualdade do casamento, independentemente da sexualidade ou identidade de gênero.

## Países Baixos
O primeiro político gay a fazer um concurso público para o cargo de primeiro-ministro, Pim Fortuyn, era um centrista abertamente gay que tinha a opiniões diversas sobre a imigração e multiculturalismo, atraindo, dessa forma, um grande número de conservadores holandeses para o seu próprio partido político, tanto antes quanto após o seu assassinato em 2002. Desde aquela época (e desde os acontecimentos em 11 de setembro de 2001 nos Estados Unidos), grande parte da direita holandesa (incluindo figuras como Geert Wilders) tem evoluído para incluir os direitos LGBT nas suas plataformas que não entrem em conflito com o actual status quo, mas para abraçar igualmente uma perturbação aumentada às ameaças supostas das religiões minoritárias (especialmente o Islão), que, na sua opinião, ameaçam derrubar os vestígios do liberalismo e da tolerância que tem sido associados ao clima social holandês.

## Organizações
Alguns grupos LGBTs declaradamente conservadores ou conservadores liberais:
- GayLib (França) - ligado ao União por um Movimento Popular (França);
- GayLib (Itália) - organização de gays de centro-direita (Itália);
- GOProud - ligado ao Partido Republicano (Estados Unidos) (Estados Unidos);
- LGBTory - ligado ao Partido Conservador (Reino Unido);
- Lesben und Schwule in der Union - ligado à União Democrata-Cristã (Alemanha);
- Log Cabin Republicans - ligado ao Partido Republicano (Estados Unidos) (Estados Unidos).